# Eddystone Rocks
Les Eddystone Rocks sont des bancs de rochers à fleur d'eau de la Manche. 

## Histoire

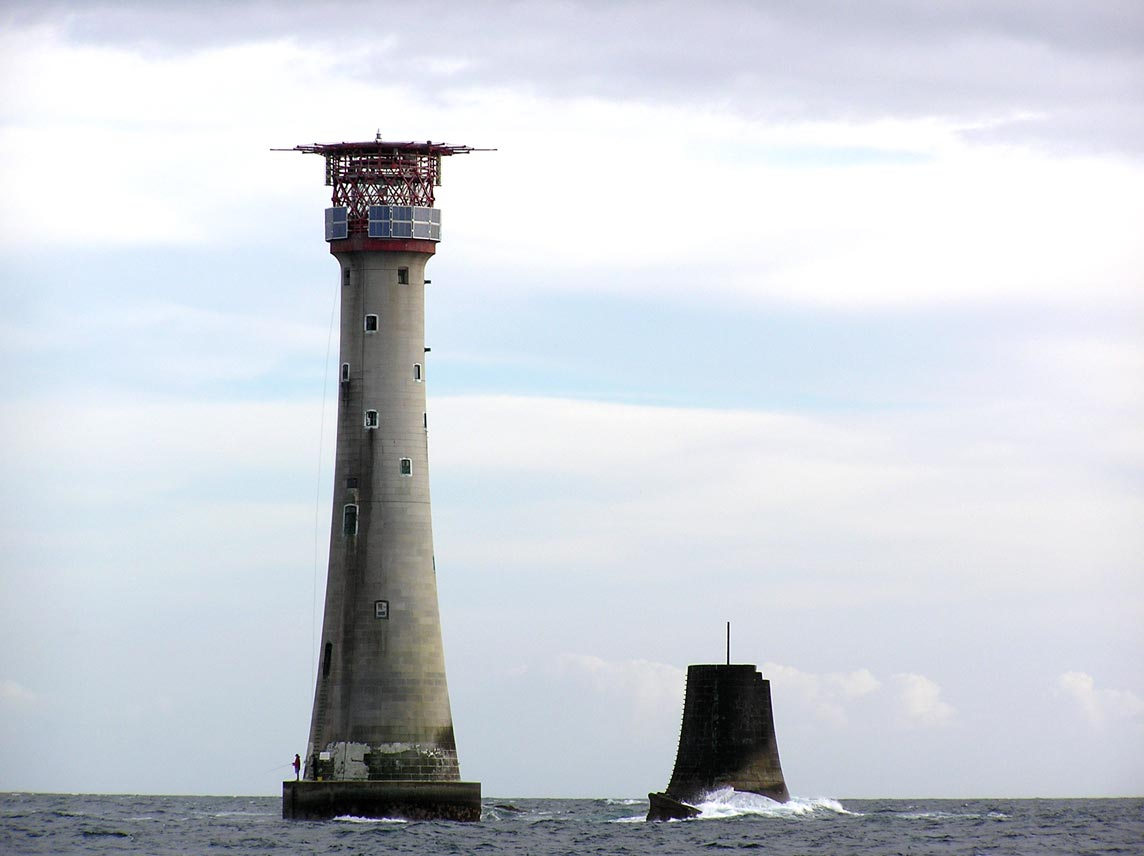
Le phare contemporain à côté de la base de la tour de Smeaton

Ils sont situés à 25 km au sud-ouest de Plymouth. Autrefois très dangereux pour les navires se rendant au port de Plymouth, il est décidé d'y installer un phare en 1696. En 1708, le phare est reconstruit puis, en 1759, John Smeaton y établit un phare utilisant son procédé. Celui-ci sera remplacé en 1879 par le phare actuel qui deviendra automatique en 1982.